# Bangaragere, Chiknayakanhalli
Bangaragere là một làng thuộc tehsil Chiknayakanhalli, huyện Tumkur, bang Karnataka, Ấn Độ.